# Culcairn
Culcairn is een plaats in de Australische deelstaat New South Wales en telt 1120 inwoners (2006).